# Rhonda Ross Kendrick
Rhonda Ross, född Rhonda Suzanne Silberstein 14 augusti 1971 i Los Angeles, Kalifornien, är en amerikansk singer-songwriter, skådespelerska och offentlig talare. Hon är dotter till sångerskan och skådespelerskan Diana Ross och skivbolaget Motowns grundare Berry Gordy. Hon växte dock upp med modern och hennes första make Robert Ellis Silberstein.